# Vohilaid
Vohilaid (švédsky Killingeholm, německy Wohhi) je estonský ostrov ležící u východního pobřeží ostrova Hiiumaa. Rozlohou 3,9 km² (podle jiných pramenů až 4,16 km²) je 16. největším ostrovem Estonska a zároveň vůbec největším z ostrovů označovaným estonským výrazem laid (tj. malý ostrov pokrytý vegetací). Vohilaid není v současnosti obydlený. Administrativně patří pod správu obce Pühalepa.

## Název
V nejstarší dochovalé písemné zmínce je ostrov označován švédským jménem Killingeholm, což znamená v překladu Ostrov kůzlat. Na mapách pocházejících z konce 16. století je již uveden estonský název ve formě Wahhelait. O původu jména existují dvě teorie. První z nich odvozuje název z finského výrazu vuohi (česky koza). Podle jiné hypotézy vzniklo jméno ostrova ze estonského slova vaht (slabý kmen vahi, česky stráž), podobně jako název blízké vesnice Vahtrepa.

## Geografie
Z malých ostrovů nacházejících se u východního pobřeží ostrova Hiiumaa je Vohilaid rozlohou největší a také nejvyšší. V nejvyšších místech dosahuje nadmořská výška 10 m. Ostrov měří na délku 4,3 km a na šířku přibližně 2 km. Od ostrova Hiiumaa je oddělen velmi mělkým, 500 m širokým průlivem. Největší hloubka průlivu dosahuje při průměrném vodním stavu zhruba 40 cm a není ho tedy problém přebrodit. V blízkosti Vohilaidu se nachází řada dalších ostrovů a ostrůvků. Nejbližší z nich jsou 0,8 km vzdálený Uuemaa rahu a na jihovýchodě ležící, 1,1 km vzdálený Hõralaid.
První části Vohilaidu vystoupily nad hladinu moře před 3500 lety v důsledku postglaciálního zdvihu oblasti Baltského moře. Původně se v lokalitě nacházelo několik menších ostrůvků, které se s pokračujícím vzestupem a sedimentační činností spojily v dnešní Vohilaid. Východní část ostrova tvoří plošina z ordovických vápenců, západní část převážně písečné usazeniny. Středem ostrova protéká potok Vohioja, na kterém se nachází 1,6 ha veliké Vohiojské jezero. Další jezero o rozloze 1,4 ha leží v jižní části ostrova.

## Příroda
Větší část ostrova pokrývá převážně jehličnatý les, vyskytují se i jalovcem zarostlé louky. Pro pobřeží jsou typické travnaté louky, většina pláží je zarostlá rákosím. Podle průzkumu provedeného v roce 2006 se zde vyskytuje 305 druhů vyšších rostlin, z toho je 21 druhů chráněných, z nichž nejvýznamnější je výskyt vratičky heřmánkolisté a vemeníčku zeleného.
Na ostrově hnízdící ptactvo se svým druhovým složením připomíná spíše ostrov Hiiumaa než ostrůvky ležící dále na otevřeném moři. Vyskytuje se zde vzácný orel mořský, jeřáb popelavý, jespák obecný, lejsek malý a pěnice vlašská. Během jarního tahu se zde zastavují stohlavá hejna bernešek bělolících.
Z hlediska ochrany přírody nejcennější východní část patří do vnějšího ochranného pásma chráněné krajinné oblasti Vahtrepa. Chráněny jsou především vápencové plošiny a jejich flóra, pobřežní ekosystémy, lidskou činností málo poznamenané zalesněné oblasti a původní formy kulturní krajiny.

## Dějiny
První písemná zmínka o Vohilaidu je z roku 1586, první stálí obyvatelé zde našli svůj domov roku 1770, v období, kdy v důsledku nedostatku vhodné půdy na ostrově Hiiumaa začali lidé využívat k zemědělské činnosti okolní malé ostrovy. Největší počet obyvatel zde žil pravděpodobně na konci 30. let 20. století, kdy byly na ostrově 4 obydlené usedlosti. Poslední stálí obyvatelé z ostrova odešli roku 1956, ale Vohilaid byl dále zemědělsky využíván jako pastvina pro mladý skot a ovce. Ovce je ostatně možné na ostrově potkat i v současnosti, neboť ochranný řád chráněné krajinné oblasti Vahtrepa vyžaduje spásání pobřežních luk.